# Eucosma cretaceana
Eucosma cretaceana is een vlinder uit de familie bladrollers (Tortricidae). De wetenschappelijke naam is voor het eerst geldig gepubliceerd in 1899 door Kennel.
De soort komt voor in Europa.